# 2011년 11월
| 2011년: 1월 · 2월 · 3월 · 4월 · 5월 · 6월 · 7월 · 8월 · 9월 · 10월 · 11월 · 12월 |

| <          | 2011년 11월 | 2011년 11월 | 2011년 11월 | 2011년 11월 | 2011년 11월  | >          |
| 일         | 월          | 화          | 수          | 목          | 금           | 토         |
|            |             | 1 10.6 경신 | 2 7 신유    | 3 8 임술    | 4 9 계해     | 5 10 갑자  |
| 6 11 을축  | 7 12 병인   | 8 13 정묘   | 9 14 무진   | 10 15 기사  | 11 16 경오   | 12 17 신미 |
| 13 18 임신 | 14 19 계유  | 15 20 갑술  | 16 21 을해  | 17 22 병자  | 18 23 정축   | 19 24 무인 |
| 20 25 기묘 | 21 26 경진  | 22 27 신사  | 23 28 임오  | 24 29 계미  | 25 11.1 갑신 | 26 2 을유  |
| 27 3 병술  | 28 4 정해   | 29 5 무자   | 30 6 기축   |             |              |            |

| - 11월 8일 - 김추련 - 11월 22일 - 박병선 편집하기 |

## 2011년11월 29일(화요일)
사회
- 대한민국에서 의인성 크로이츠펠트-야코프병에 걸려 사망한 사례가 있던 것으로 확인되다.

## 2011년11월 28일(월요일)
분쟁
- 이집트에서 이스라엘과 요르단으로 연결된 가스관이 파괴 공작으로 인해 시나이에서 폭발을 일으켰다. (로이터) 보관됨 2011-11-28 - 웨이백 머신

정치
- 이집트에서 의회 선거가 열렸다. (BBC)

문화
- 택견, 줄타기, 한산모시짜기가 유네스코 인류무형문화유산으로 등재되었다. (YTN)

## 2011년11월 26일(토요일)
우주/과학
- 미국의 화성탐사용 로봇 차량 큐리어시티가 발사되었다.

군사/테러
- 북대서양조약기구의 오폭으로 파키스탄 군인 28명이 사망하였다.

e스포츠
- 프로리그 (스타크래프트) 16번째 시즌이 개막되었다.

## 2011년11월 25일(금요일)
정치
- 모로코 의회 선거에서 압둘릴라 벤키라네가 이끄는 온건 이슬람 정당 정의개발당이 승리하였다.

## 2011년11월 23일(수요일)
국제
- 일본 수도 도쿄에서 체내에 축적되면 백혈병을 일으킬 수 있는 방사성 스트론튬이 검출되었다. (KBS)[깨진 링크(과거 내용 찾기)]
- 33년간 집권한 예멘 대통령 알리 압둘라 살레가 권력이양안에 서명하였다.

## 2011년11월 22일(화요일)
정치
- 대한민국 국회에서 한미 FTA 관련 법안이 통과했다. 이 과정에서 민주노동당 김선동 의원이 국회 본회의장에 최루탄을 터뜨리는 사건이 발생하였다.

군사/테러
- 이집트에서 군부의 퇴진을 촉구하는 시위의 여파로 에삼 샤라프 내각이 총사퇴하였다.

## 2011년11월 20일(일요일)
정치
- 스페인에서 총선이 실시되었다. 이 총선에서 마리아노 라호이가 이끄는 국민당이 승리하였다.

사회
- 대한민국에서 심야 시간 청소년의 온라인 게임 접속을 차단하는 셧다운 제도가 시행되었다.
- 독일의 한 고속도로에서 52중 연쇄 추돌 사고가 발생하였다.

## 2011년11월 19일(토요일)
국제
- 일본 최고재판소는 옴진리교 사건 관련자 13명의 사형을 확정하여 재판이 16년 만에 종결되었다.
- 리비아 독재자 무아마르 카다피의 차남으로 사실상 후계자였던 사이프 이슬람 카다피가 체포되었다.

## 2011년11월 18일(금요일)
정치
- 선거 결과 조작 등의 혐의로 기소된 필리핀 글로리아 아로요 전 대통령이 체포되었다.
- 아웅 산 수 치가 이끄는 민족민주동맹은 정당 재등록을 추진하고 다음 선거에 후보자를 낼 것이라고 발표하였다.

경제
- 러시아, 벨라루스, 카자흐스탄이 유라시아 경제 연합 창설 합의안에 서명하였다.

국제
- 국제 원자력 기구가 이란 핵개발 비난 결의안을 채택하였다.

## 2011년11월 15일(화요일)
국제
- 미국 뉴욕 시 경찰국은 ‘월 가를 점거하라’의 거점인 즈카티 공원의 시위대를 강제 해산시켰다.(New York Times)

## 2011년11월 14일(월요일)
경제
- SK텔레콤이 하이닉스반도체의 지분을 3조원에 인수하는 조인식을 가졌다.

## 2011년11월 13일(일요일)
국제
- 이탈리아 대통령 조르조 나폴리타노는 마리오 몬티를 신임 총리로 지명하였다.

## 2011년11월 12일(토요일)
자연/환경
- 세계 7대 자연경관이 선정되었다. 여기에는 대한민국의 제주도와 브라질의 아마존 등 7곳이 선정되었다.

국제
- 이탈리아의 베를루스코니 총리가 유로존 부채 위기에 대한 책임으로 17년간의 정계생활에서 은퇴하였다.
- 아시아 태평양 경제협력체(APEC) 정상회의가 미국 하와이에서 개최되었다.

## 2011년11월 11일(금요일)
스포츠
- 영국 런던이 2017년 세계 육상 선수권 대회 개최 도시로 결정되었다.

## 2011년11월 10일(목요일)
사회
- 대한민국에서 2012학년도 대학수학능력시험이 실시되었다.

정치
- 그리스의 새 총리로 루카스 파파데모스가 지명되었다.

## 2011년11월 9일(수요일)
국제
- 이탈리아의 베를루스코니 총리가 예산안이 과반수를 넘지 못하여 통과하지 못하자 사임 의사를 밝혔다.

## 2011년11월 8일(화요일)
재난/사고
- 일본 오키나와 앞바다에서 규모 6.9의 지진이 발생하였다.

군사/테러
- 유엔(UN)은 시리아 봉기의 유혈진압 사망자가 3,500명 이상이라고 밝혔다.

국제
- 국제 원자력 기구(IAEA)는 이란이 핵무기 개발 작업을 진행 중인 것으로 의심된다는 보고서를 발표하였다.

## 2011년11월 7일(월요일)
사회
- 대한민국 교육과학기술부는 명신대학교와 성화대학의 퇴출을 결정했다.

## 2011년11월 5일(토요일)
사회
- 영국에서 27대의 차가 연쇄 추돌하는 사고가 발생하였다.
- 중화인민공화국에서 탄광이 무너져 8명이 사망하는 사고가 발생하였다. (KBS[깨진 링크(과거 내용 찾기)])

## 2011년11월 4일(금요일)
국제
- 당초 구제금융을 국민투표에 부치겠다던 그리스 정부가 국민투표를 철회하였다.
- 콜롬비아 무장혁명군(FARC)의 최고지도자 알폰소 카노가 정부군에 사살되었다.

## 2011년11월 3일(목요일)
국제
- 선저우 8호가 톈궁 1호와의 도킹에 성공하였다.
- G20 정상회의가 프랑스 칸에서 열렸다. (~11월 4일)

## 2011년11월 2일(수요일)
경제
- 그리스 정부가 유럽연합이 주기로 한 구제금융을 국민투표에 부치겠다고 발표하였다.

## 2011년11월 1일(화요일)
사회
- 대한민국에서 10대 여학생을 성폭행한 혐의로 구속기소된 한 주한미군 이병에게 징역 10년이 선고되었다.
- 고려대학교에서 교통사고로 이 학교에 재학 중인 여대생이 사망하는 사고가 발생하였다.